# سیارک ۴۰۲۳
سیارک ۴۰۲۳ (به انگلیسی: 4023 Jarnik، نامگذاری:1981UN) چهار هزار و بیست و سومین سیارک کشف شده‌است که در ۲۵ اکتبر ۱۹۸۱ کشف شد.
قدر مطلق سیارک برابر ۱۳٫۵۰ است.